# Jan Buisman
Jan Buisman (Culemborg, 19 februari 1925 – Den Haag, 21 november 2024) was een Nederlandse historisch geograaf.

## Levensloop
Hij was zoon van Johanna Wilhelmina te Lintum en commies bij rijksbelastingen Johan Frederik Buisman. Hij groeide op in Borculo (zijn vader werd in 1930 overgeplaatst). Later verhuisde het gezin naar Den Haag. Na zijn opleiding aan de Christelijke Kweekschool te Den Haag was Buisman verscheidene jaren onderwijzer. Op latere leeftijd ging hij aan de Universiteit van Amsterdam aardrijkskunde en geschiedenis studeren en in 1968 haalde hij zijn doctoraalexamen historische geografie. Buisman stond 38 jaar voor de klas en schreef een twintigtal boeken.
Buismans fascinatie voor de meteorologie startte al in zijn jeugd. Verhalen over de dijkdoorbraak in Culemborg, bevriezing van de Lek (1929) en de Stormramp van 1925 wisten hem te pakken. Ook Wat leeren ons de wolken van Hendrik Gerrit Cannegieter inspireerde hem. Op vrijwilligheid begon hij op zijn zeventiende met het bekijken van onweer en optische verschijnselen in de atmosfeer voor het KNMI. 
Na zijn pensionering zette hij zich aan zijn grote werk: de omvangrijke publicatie Duizend jaar wind en water in de Lage landen, die uit acht delen moet bestaat. Zeven delen zijn verschenen, het achtste was in 2021 in voorbereiding en zal in februari 2025 postuum uitgegeven worden. In deze serie boeken behandelde Buisman van jaar tot jaar de weersomstandigheden in Nederland en België en verre omstreken vanaf 763. Uit de meest diverse bronnen wist hij weergegevens op te diepen, bijvoorbeeld briefwisselingen. Buisman weet van vrijwel elk jaar sinds 763 te vertellen hoe de weersomstandigheden in dat jaar waren, soms tot op de dag nauwkeurig.
De boekenreeks verschijnt in samenwerking met het KNMI in De Bilt bij uitgeverij Van Wijnen.
In maart 2011 verscheen een soort 'tussendeel' in de reeks, dat de honderd hoogtepunten uit de weergeschiedenis van Nederland beschrijft: Extreem weer! Een canon van weergaloze winters & zinderende zomers, hagel & hozen, stormen & watersnoden.
Jan Buisman overleed in 2024 op 99-jarige leeftijd.

## Waardering
Buisman kreeg voor zijn oeuvre in 1997 de Minnaertprijs van de Unie Nederland-Vlaanderen en in 2015 de Dr. J. van der Biltprijs van de Koninklijke Nederlandse Vereniging voor Weer- en Sterrenkunde. In 2011 ontving Buisman een koninklijke onderscheiding; hij werd ridder in de Orde van Oranje-Nassau.
In 2017 kreeg hij voor zijn verdiensten als weerhistoricus in het Koninklijk Paleis te Amsterdam de Zilveren Anjer uit handen van prinses Beatrix der Nederlanden.

## Werk
- 1984, Bar en boos, zeven eeuwen winterweer in de Lage Landen, ISBN 9789024644124
- Duizend jaar weer, wind en water in de Lage Landen:
  - 1995, deel 1, 763-1300, (zesde druk), ISBN 9789051940756;
  - 1996, deel 2, 1300-1450, (vierde druk), ISBN 9789051941418;
  - 1998, deel 3, 1450-1575, (tweede druk), ISBN 9789051941425;
  - 2000, deel 4, 1575-1675, (tweede druk), ISBN 9789051941432;
  - 2006, deel 5, 1675-1750, (eerste druk), ISBN 9789051941906;
  - 2015, deel 6, 1750-1800, (eerste druk), ISBN 9789051941913;
  - 2019, deel 7, 1800-1825, (eerste druk), ISBN 9789051942156.
  - 2025, deel 8, 1825-1850, (eerste druk), samen met Sebastiaan Cobelens
- 2011, Extreem weer! Een canon van weergaloze winters & zinderende zomers, hagel & hozen, stormen & watersnoden, ISBN 9789051943580.